# Live Session (Goldfrapp-EP)
Live Session är en EP av den engelska elektroniska duon Goldfrapp, utgiven digitalt den 19 december 2006 på Mute Records. EP:n spelades in i maj 2006 under en iTunes-session i San Francisco, Kalifornien. Det var exklusiv utgivning för den amerikanska marknaden.

## Låtlista
| Nr | Titel                                                     | Längd |
| -- | --------------------------------------------------------- | ----- |
| 1. | Ooh La La (live) (Alison Goldfrapp, Will Gregory)         | 3:51  |
| 2. | Deer Stop (live) (Goldfrapp, Gregory)                     | 4:05  |
| 3. | Ride a White Horse (live) (Goldfrapp, Gregory, Nick Batt) | 6:56  |
| 4. | Strict Machine (live) (Goldfrapp, Gregory, Batt)          | 5:49  |